# Steel Storm
Steel Storm es un videojuego independiente desarrollado por Kot-in-Action Creative Artel usando el motor libre DarkPlaces que será liberado para las plataformas Linux, Mac OS X y Microsoft Windows. El juego será dividido en dos episodios, el Episodio Uno será totalmente libre, mientras el Episodio Dos será un producto comercial.
Steel Storm ha estado en desarrollo desde 2008, sacando el primer beta del primer episodio en septiembre de 2010. Hasta el momento ha tenido una respuesta positiva y actualmente ostenta una puntuación de 4 estrellas de un total de 5 en The Linux Game Tome.